# Buchmesse Convent

Logo des Buchmesse Convent

Der Buchmesse Convent (kurz BuCon) ist eine Literaturveranstaltung in Dreieich, die jährlich am Messesamstag der Frankfurter Buchmesse als Parallelveranstaltung für Phantastikschaffende und Phantastikfans stattfindet.

## Allgemeines
Der BuCon ist eine Szeneveranstaltung, die 1986 ins Leben gerufen wurde, um der Phantastik-Szene eine Veranstaltung mit Inhalten zu bieten, welche auf der damals noch sehr traditionell ausgerichteten Frankfurter Buchmesse nicht vertreten waren. 2000 zog die Veranstaltung aus Frankfurt ins benachbarte Dreieich, wo sie bis heute stattfindet. Durchschnittlich sind es etwa 750 Besucher, hauptsächlich aus Deutschland, Österreich und der Schweiz, welche die Veranstaltung besuchen.
Eine der Hauptattraktionen für die Besucher ist, dass so gut wie alle Größen der Fantasy & Pantastikszene vor Ort sind. (Beispielsweise Wolfgang Hohlbein, Markus Heitz und Bernhard Hennen). Obwohl sich die Ausrichtung der FBM mittlerweile ein wenig verändert hat, findet man Phantastikschaffende und Fans am Frankfurter Messesamstag immer noch im Bürgerhaus in Dreieich, wo Besucher die Möglichkeit haben, ihre Lieblingsautoren persönlich kennenzulernen. Mehr als 50 Aussteller (Verlage, Verbände und Einzelpersonen) präsentieren sich und ihre phantastischen Werke den Besuchern. Über 60 Veranstaltungen finden über den Tag verteilt statt, darunter Lesungen, Podiumsdiskussionen, Vorträge und Preisverleihungen.
2020 und 2021 fand der BuCon als Online-Veranstaltung statt – teilweise via Zoom, teilweise in Discord. 2022 konnte die Veranstaltung wieder vor Ort abgehalten werden. In diesem Jahr organisierte das Phantastik-Autoren-Netzwerk eine komplette Programmschiene.
2023 wurde mit 95 Ausstellern und über 1.000 Besuchern ein neuer Rekord aufgestellt.

## BuCon-Ehrenpreis

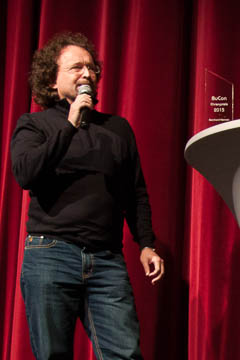
Bestsellerautor Bernhard Hennen erhält den BuCon-Ehrenpreis (2015)